# Luchthaven Saint-Laurent-du-Maroni
De Luchthaven Saint-Laurent-du-Maroni (Frans: Aérodrome de Saint-Laurent-du-Maroni) is een vliegveld in Saint-Laurent-du-Maroni, Frans-Guyana.
In 1946 werd het eerste vliegveld van de stad geopend. In 1964 werd het vervangen door het huidige vliegveld, en hergebruikt als sportveld.
De non-directional beacon CW bevindt zich bij het vliegveld. De landingsbaan is van asfalt en is 1.000 meter lang.

## Reguliere vluchten
Op het vliegveld wordt gevlogen door Air Guyane met als bestemmingen Cayenne-Félix Eboué, Grand-Santi en Maripasoula. In 2022 waren er één of twee dagelijkse vluchten naar de bestemmingen.